# Jákob Zoltán
Jákob Zoltán (Szabadszállás, 1968. október 27. –) magyar kozmetikai üzletember, végzettsége szerint építőmérnök és műkörmös. 50 milliárd forintra becsült vagyonával 2023-ban Magyarország 39. leggazdagabb embere.

## Élete
Jákob Zoltán hartai Állampusztán született. Majd a hartai Ráday Pál ÁMK-ban végezte el általános iskolás tanulmányait.
Mérnöki munkáját Németországban a Trademan Kft-nél kezdte építésvezetőként, később megalapította saját vállalkozását az EU-Standard Kft-t, majd pályafutását építésügyi szakértőként folytatta. 2013-tól építőipari beruházó/ingatlan fejlesztőként van jelen a magyar ingatlanpiac világában. 2014-ben 65 lakásos társasház ingatlanfejlesztését hajtotta végre, 2016-ban Elite Park Újbuda néven több mint 700 lakásos újbudai beruházásba kezdett.
Az Elite Park beruházója Jákob Zoltán (Jákob Ingatlan Kft.). A megjelenésében és elrendezésében is formabontó budai lakóépület együttes 22 pályázó közül nyerte meg az ingatlan.com és iroda.hu által közösen szervezett versenyen az ”Év Tervezett Lakó Projektje 2016” díjat.
2016-ban a Jacobs Holding cégcsoport egyszemélyes tulajdonos-vezérigazgatója, továbbá szépségipari- (Elite Cosmetix-Crystal Nails csoport) és ingatlanberuházói (Jákob Ingatlan) leányvállalatainak vezetője.

## Szépségipari karrier
Elvégezte az OKJ-s Kéz- és lábápoló, műkörömépítő alapképzést. Kreativitását és az építészetből merített szépérzékét 2003-tól a szépségiparban kezdte kamatoztatni. Irányításával amerikai nyersanyagokból és szakértő európai oktatók tesztjei alapján kezdték meg Crystal Nails márkanévvel a műköröm-alapanyagok gyártását és forgalmazását. 10 évvel később Magyarország ismert körmös márkája világmárkává nőtte ki magát. Először Olaszországban, majd 4 kontinens további 30 országában épült ki viszonteladói partnerhálózat, az USA-ban (Los Angeles) és Oroszországban (Moszkva) pedig saját elosztóbázist működtet.
2014-ben tovább bővítette a Crystal Nails cégcsoport szolgáltatását. Az Elite KörmösAkadémia alapításával lehetőség nyílt szakmai továbbképzések elvégzésére.A Crystal Nails alapanyagokkal elért 192 versenygyőzelem, a Szépészeti Oscar Hollandiában és a Superbrands-díj elismerés a termékek minőségét igazolja. A márka sikeressége révén 2014-től bekerült a 100 leggazdagabb magyar közé. 2022-ben Magyarország 35. leggazdagabb embere volt.
2010-es indulása óta először az RTL, 2016-tól a TV2 Trendmánia műsorának szépségszakértője. 2011-től a Miss World Hungary szépségverseny zsűritagja.

## További információ
- Jákob Zoltán hivatalos weboldala
- Világhírű minőségi körmök - Crystal Nails, DivatGuru 2015.09.20.
- Nőkkel üzletel (interjú), TOP 150 csúcsvagyon 2015. XI. évfolyam 4. szám
- Dolgozik körömszakadtáig (interjú), TOP 150 csúcsvagyon 2014.  X. évfolyam 4. szám
- Piacvezető lendülettel (interjú), Beauty Forum Nailpro, 2010/4